# 莫科
莫 科（モ・キ、英：Mo Ke、1982年9月8日 - ）は、中華人民共和国・吉林省長春市出身のプロバスケットボール選手。ポジションはセンター。208cm、104kg。八一ロケッツ所属。

## 来歴
八一ロケッツでは主力としてチームを支える。
2004年のNBAドラフトでは指名候補にも挙がったが、指名されなかった。
アテネオリンピック及び2006年世界選手権に中国代表として出場した。